# HMS C35
Pour les articles homonymes, voir C35.
Le HMS C35 est l’un des 38 sous-marins britanniques de classe C construit pour la Royal Navy au cours de la première décennie du XXe siècle.

## Conception
La classe C ne se distinguait de la classe B que par un gain de performances en immersion. Le sous-marin avait une longueur de 43,4 m, un maître-bau de 4,1 m et un tirant d'eau moyen de 3,5 m. Leur déplacement était de 292 tonnes en surface et 321 tonnes en immersion. Les sous-marins de classe C avaient un équipage de deux officiers et quatorze matelots.
Pour la navigation en surface, ces navires étaient propulsés par un unique moteur à essence Vickers à 16 cylindres de 600 chevaux-vapeur (447 kW) qui entraînait un arbre d'hélice. En immersion, l’hélice était entraînée par un moteur électrique de 300 chevaux (224 kW). Ces navires pouvaient atteindre 12 nœuds (22 km/h) en surface et 7 nœuds (13 km/h) sous l’eau. En surface, la classe C avait un rayon d'action de 910 milles marins (1690 km) à 12 nœuds (22 km/h).
Les navires étaient armés de deux tubes lance-torpilles de 18 pouces (457 mm) à l’avant. Ils pouvaient transporter une paire de torpilles de rechargement, mais, en général, ils ne le faisaient pas car en compensation ils devaient abandonner un poids égal de carburant.

## Engagements
Le HMS C35 a été construit par Vickers à leur chantier naval de Barrow-in-Furness. Sa quille fut posée le 3 mars 1909. Il fut lancé le 2 novembre 1909 et mis en service le 1er février 1910. Le HMS C35 a participé aux opérations sous-marines britanniques dans la mer Baltique de 1915 à 1918. Il a été sabordé à Helsingfors (maintenant Helsinki à 1.5 mille marins (2.4 km) au large de Harmaja le 5 avril 1918 pour éviter sa saisie par l’avancée des forces allemandes. Il a été renfloué en août 1953 pour démolition en Finlande.